# Ravenna Festival
Il Ravenna Festival è una manifestazione annuale di musica, spettacolo e cultura che, dal 1990, si svolge nella città di Ravenna e in località in zone circostanti, anche fuori provincia. Organizzato da Fondazione Ravenna Manifestazioni, ha luogo tradizionalmente tra giugno e luglio, ma dal 2012 si è esteso con l'introduzione della Trilogia d'Autunno, un breve periodo di programmazione dedicato principalmente all'opera.
Il calendario estivo del Festival è multidisciplinare e nel corso degli anni ha incluso eventi di musica sinfonica, musica da camera, opera, musica sacra, teatro, balletto, danza moderna e contemporanea, musical, musica etnica, elettronica, jazz, pop e rock. Ogni edizione si distingue per un titolo e uno o più temi portanti che vengono sviluppati attraverso parte della programmazione.
Uno dei tratti caratterizzanti della manifestazione è la scelta dei luoghi di spettacolo, estesa - oltre che al principale teatro cittadino, il Teatro Dante Alighieri, e a Palazzo Mauro De André - al patrimonio architettonico della città, a partire da alcuni dei monumenti parte del sito patrimonio dell'umanità UNESCO "Monumenti paleocristiani di Ravenna", fra cui le basiliche bizantine di San Vitale, Sant'Apollinare Nuovo e Sant'Apollinare in Classe.
Dal 1997 la programmazione estiva di Ravenna Festival include Le vie dell'Amicizia, progetto dedicato al dialogo fra popoli e culture attraverso la musica.
La manifestazione ha per orchestra residente, dal 2004, l'Orchestra Giovanile Luigi Cherubini e a partire dal 2019 si è dotata di un proprio coro per le produzioni liriche.

## Storia

### Le prime edizioni (1990-1995)
È stato fondato nel 1990 da Maria Cristina Mazzavillani, moglie del direttore d'orchestra Riccardo Muti, ospite regolare della manifestazione.

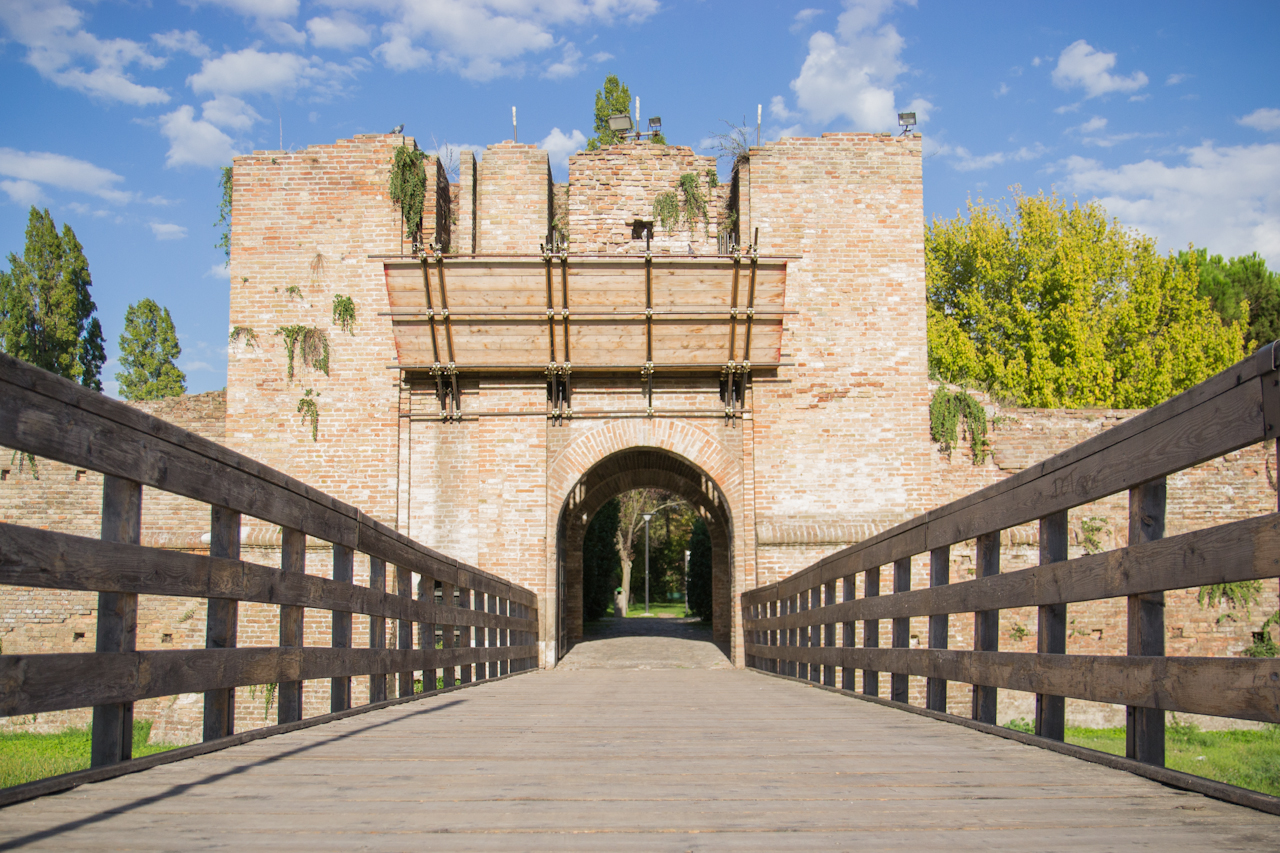
La Rocca Brancaleone, prima sede di spettacolo del Festival

Dal 1990 al 1995 il Festival si avvalse della consulenza artistica del compositore e musicologo Roman Vlad, che aveva già ricoperto alte cariche in istituzioni musicali italiane e sarebbe successivamente diventato direttore artistico del Teatro alla Scala. L'edizione inaugurale fu dedicata ad Antonio Salieri e alla Scuola di Vienna e si aprì, il 1º luglio, con il concerto dell'Orchestra Filarmonica della Scala e del Coro della Radio Svedese diretti da Riccardo Muti in un programma interamente mozartiano, presso la Rocca Brancaleone. Questa fortezza, costruita nel XV secolo dai Veneziani, rappresentò il principale luogo di spettacolo nel 1990, accanto al Teatro Alighieri, ai Chiostri Francescani e alcune delle basiliche cittadine.

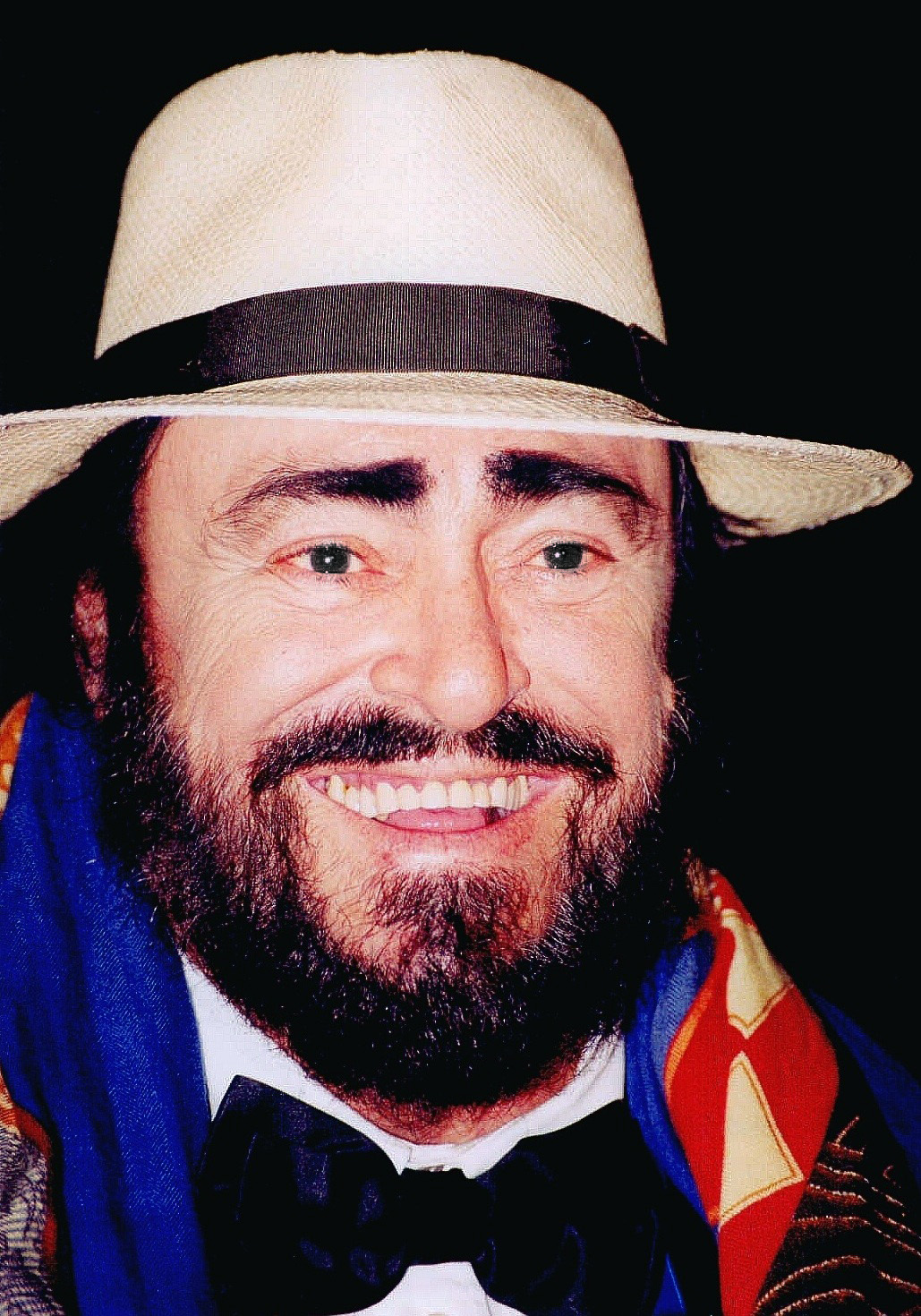
Luciano Pavarotti, protagonista di uno storico concerto presso il Porto di Ravenna

Gli anni immediatamente seguenti continuarono a caratterizzarsi per temi distintamente musicologici, con l'attenzione per compositori come Luigi Cherubini, Gioachino Rossini, Vincenzo Bellini e Richard Wagner, principalmente attraverso concerti sinfonici, concerti da camera e opere. Si alternarono sul podio, oltre a Muti, direttori d'orchestra quali Pierre Boulez, Carlo Maria Giulini, Lorin Maazel, Claudio Abbado, Georges Prêtre, Gianandrea Gavazzeni, Luciano Berio, Georg Solti, Seiji Ozawa, Giuseppe Sinopoli, Zubin Mehta. Ospiti ricorrenti i Wiener Philharmoniker, l'Orchestra del Teatro Mariinsky, l'Orchestra e Coro del Maggio Musicale Fiorentino, Accademia Bizantina, l'Orchestra Sinfonica Nazionale RAI. Luciano Pavarotti fu protagonista, nel 1993, di un concerto presso il Porto di Ravenna.
Si esibirono inoltre i pianisti Michele Campanella, Aldo Ciccolini, Maurizio Pollini, Pierre-Laurent Aimard, Martha Argerich. Le regie delle opere furono affidate, fra gli altri, a Luca Ronconi e Pier Luigi Pizzi (quest'ultimo firmò la prima opera in scena, Les Danaïdes  di Salieri). La danza era invece principalmente rappresentata da balletti prodotti o coprodotti per il Festival e affidati al coreografo belga Micha van Hoecke.
Il tributo della manifestazione all'identità "dantesca" di Ravenna, dove Dante Alighieri era giunto esule nel 1318 e aveva trascorso i propri ultimi anni, fu rappresentato dalle Letture dantesche che videro coinvolti attori quali Paolo Poli, Enrico Maria Salerno, Gigi Proietti, Valentina Cortese, Sylvano Bussotti e i poeti Tonino Guerra e Attilio Bertolucci. Nel triennio 1993-1995 il Festival coprodusse un trittico dedicato alla Divina Commedia, con la regia da Federico Tiezzi: al Paradiso di Dante nel 1993, su drammaturgia di Giovanni Giudici e musiche di Salvatore Sciarrino, seguì nel 1994 il Purgatorio di Dante, su drammaturgia di Mario Luzi e musiche di Luigi Nono, e nel 1995 l'Inferno di Dante, su drammaturgia di Edoardo Sanguineti e musiche di Giacomo Manzoni. Il progetto confermò l'attenzione del Festival per la musica contemporanea, anche attraverso esecuzioni prime e commissioni (la prima di queste era stata, nel 1991, a Franco Donatoni; il brano fu eseguito dal Ensemble InterContemporain diretto da Boulez).
Nel corso di queste prime edizioni, estese per circa un mese fra fine giugno e fine luglio, il numero dei luoghi di spettacolo all'attivo del Festival quasi triplicò. Nel 1992 comparve in calendario il Palazzo Mauro De André), ancora oggi una delle principali sedi della manifestazione, e nello stesso anno il Festival visitò per la prima volta una località fuori Ravenna con un appuntamento al Teatro Rossini di Lugo.

### Gli anni 1996-2003
Con il titolo scelto per l'edizione del 1995, "Ravenna mediterranea fra Oriente e Occidente" e riproposto anche nel 1996, si era aperta una nuova fase di programmazione. L'attenzione per la storia e il patrimonio della città, implicita nelle prime edizioni, divenne evidente nella scelta di temi mirati a far riflettere sull'identità di Ravenna come crocevia di culture. La riflessione sul rapporto con l'Oriente determinò anche un crescente interesse per temi legati al viaggio, tanto nella dimensione religiosa del pellegrinaggio quanto in quella commerciale della via dell'ambra e della via della seta e in quella letteraria e poetica di cantastorie, trovatori e drammaturghi. Fece eccezione l'edizione del 2002, dedicata a "New York: 11 settembre", a seguito degli attentati terroristici che avevano colpito gli Stati Uniti l'anno precedente.

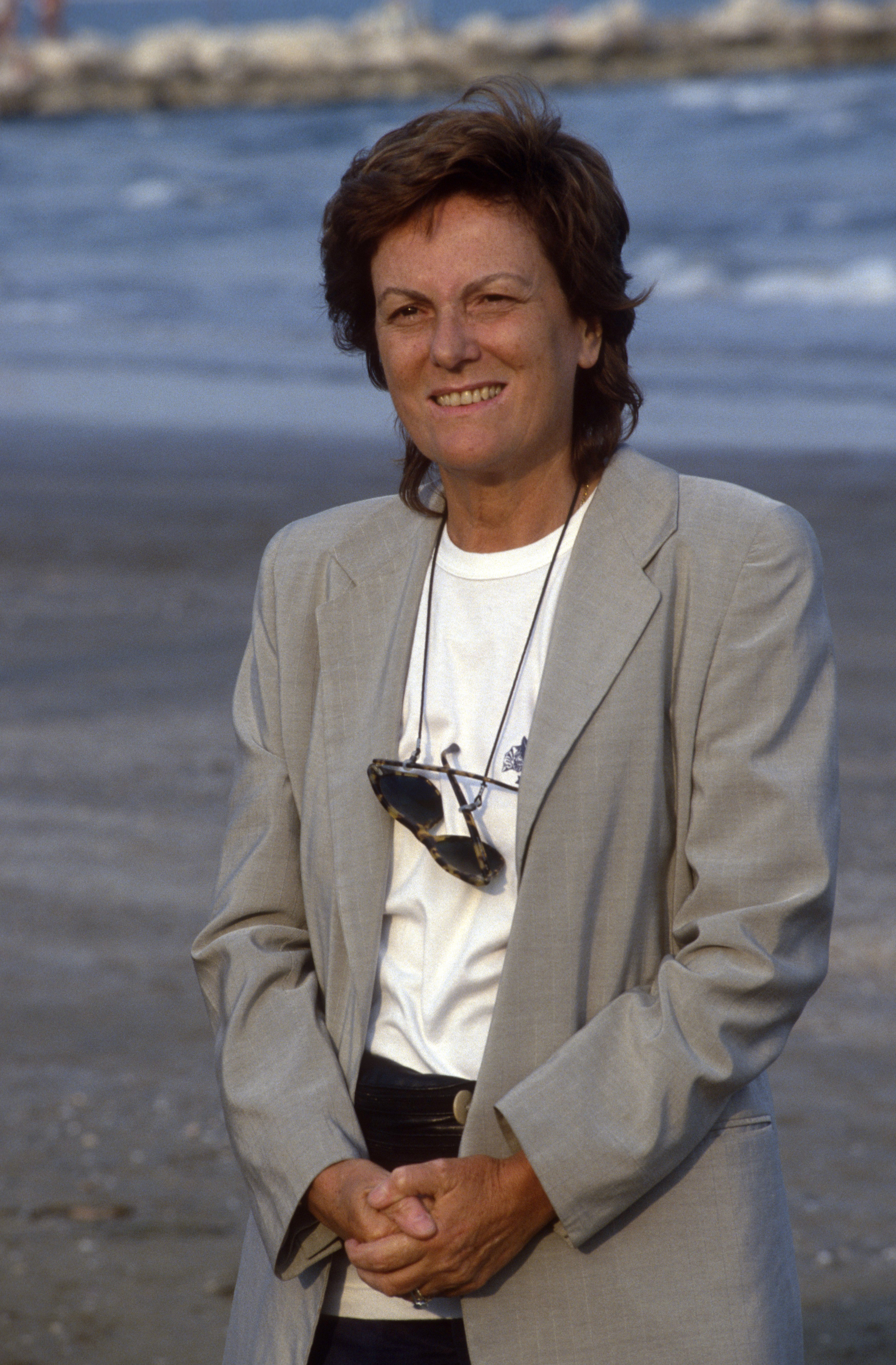
Liliana Cavani, regista per Cavalleria rusticana nel 1996 e Pagliacci nel 1998

Questi temi si tradussero in una maggiore presenza nei programmi di generi non appartenenti al canone classico. Se nel corso delle prime edizioni erano già intervenuti artisti come Franco Battiato, Ute Lemper e Pat Metheny, tra fine anni Novanta e primi anni Duemila la tendenza si consolidò con ospiti quali Keith Jarrett, Lou Reed, Bob Dylan, Enrico Rava, Bobby McFerrin, Goran Bregović, Marianne Faithfull. Accanto a jazz e rock, queste edizioni offrirono l'occasione per eventi dedicati alla musica popolare e a tradizioni musicali anche extra-europee. Questo è il caso, ad esempio, delle rassegne Luce d'Oriente (1999), viaggio musicale tra Bisanzio e Gerusalemme, Le vie dei gitani (2000), dedicata a musiche e danze dei popoli romaní, e Un'idea del Nord (2001), un percorso "dallo stretto di Bering al Mar Baltico" con artisti finlandesi, norvegesi e canadesi, ma anche dell'ampia sezione "russa" dell'edizione del 2003, in occasione del 300º anniversario della nascita di San Pietroburgo. Contribuì a quest'ultima anche la compagnia Helikon Opera, con un'opera mai rappresentata prima al di fuori della Russia: Kascej l'immortale di Nikolaj Rimskij-Korsakov.
Nel 1995 il centenario della nascita del cinema fu l'occasione per includere anche questo linguaggio nel programma, con la proiezione, allo storico Cinema Mariani, di tre film muti (Il gabinetto del Dottor Caligari, La passione di Giovanna d'Arco, Lulù). Il rapporto fra cinema e musica divenne un argomento ricorrente del Festival, che ha spesso accompagnato alle proiezioni l'esecuzione dal vivo delle colonne sonore (originali o create per l'occasione) e, dal 1999, ha raccolto questi appuntamenti nella sezione Musica e cinema. Fu invece il Giubileo del 2000 a sollecitare la creazione della rassegna In templo Domini. Musica sacra e liturgie nelle basiliche, che da allora si rinnova ogni anno proponendo l'accompagnamento musicale di liturgie nelle chiese della città.
Anche la sezione danza ricevette nuovo impulso, a partire dalla presenza di Maurice Béjart nel 1997 con il suo Béjart Ballet Lausanne e la Messe pour le temps présent. Negli anni seguenti il Festival ospitò étoiles come Alessandra Ferri e Sylvie Guillem e formazioni storiche come il Corpo di Ballo del Teatro alla Scala e quello del Teatro Mariinsky, ma anche i coreografi contemporanei Bill T. Jones ed Emio Greco.
Diressero per la prima volta al Festival, in questi anni, Carlos Kleiber, Chung Myung-whun, Valerij Gergiev, Jeffrey Tate, James Levine, Dennis Russel Davies, Kent Nagano. Furono inoltre ospiti Mstislav Rostropovič, Mischa Maisky, Alexander Toradze, Giovanni Sollima. Fra gli artisti specializzati in musica antica spicca invece l'Hilliard Ensemble.
La crescita nel numero di eventi e l'ampliarsi degli orizzonti può essere ricondotto anche al contributo di Franco Masotti e Angelo Nicastro, che cominciarono ad affiancare Maria Cristina Mazzavillani Muti, già Presidente del Festival, nelle scelte di programmazione. Cristina Muti, negli anni a seguire, si sarebbe dedicata con crescente impegno alla regia, a partire dal proprio esordio nel 2001 con I Capuleti e i Montecchi di Vincenzo Bellini. Questa produzione di Ravenna Festival si distinse per un inedito impiego di tecnologie multimediali e in particolare delle proiezioni video.
Liliana Cavani fu invece alla regia di Cavalleria rusticana nel 1996 e di Pagliacci nel 1998; per entrambe le produzioni salì sul podio Riccardo Muti, mentre scene e costumi furono firmati rispettivamente da Dante Ferretti e Gabriella Pescucci. Pagliacci fu anche l'occasione per ospitare per la prima volta al Festival Placido Domingo. Nell'ambito del teatro di prosa, per la dedica a William Shakespeare che caratterizzò il programma nel 2001, Eimuntas Nekrosius firmò Otello mentre la compagnia catalana La Fura dels Baus portò in scena ØBS, rilettura del Macbeth.

#### 1997: nasce "Le vie dell'Amicizia"
L'ottava edizione del Festival vide l'introduzione di un progetto che, riproposto annualmente, è diventato uno degli appuntamenti caratterizzanti del Festival. Da Sarajevo, città dilaniata dal conflitto in Bosnia ed Erzegovina e oggetto di assedio dal 1992 al 1996, giunse un appello alla Direzione del Festival per costruire quello che sarebbe stato descritto come un "ponte di amicizia attraverso l'Adriatico". Il 14 luglio 1997 Riccardo Muti e l'Orchestra e il Coro della Scala raggiunsero Sarajevo, grazie al ponte aereo dell'Aeronautica Militare Italiana, per l'esecuzione del Canto degli spiriti sulle acque di Schubert, lo Shicksalslied di Brahms e l'Eroica di Beethoven al centro Skenderija. Il concerto fu la replica dello stesso evento proposto a Ravenna il giorno precedente. Agli artisti italiani si unirono membri dell'Orchestra Filarmonica di Sarajevo.
La stessa formula di due concerti, l'uno a Ravenna e l'altro in luoghi simbolo della storia antica e contemporanea, entrambi diretti da Riccardo Muti con la partecipazione di formazioni italiane e musicisti originari delle città meta del viaggio, fu consolidata negli anni. Tra le destinazioni toccate anche Beirut, Gerusalemme, Mosca, Erevan e Istanbul, New York, Il Cairo, Damasco, Nairobi, il Sacrario Militare di Redipuglia in occasione del centenario della Prima Guerra Mondiale, Teheran, Kiev.

### Gli anni 2004-2010
Le edizioni degli anni 2000 svilupparono alcune delle traiettorie già intraprese negli anni precedenti, ma il 2004 rappresentò un momento spartiacque nella storia della manifestazione come soggetto produttivo, con la fondazione dell'Orchestra Giovanile Luigi Cherubini. Creata da Riccardo Muti come strumento di congiunzione fra mondo accademico e attività professionale, l'Orchestra ha sede a Piacenza e Ravenna. Dotata per la prima volta di un'orchestra residente, Ravenna Festival cominciò a impiegare la Cherubini nelle proprie produzioni e in progetti come Le vie dell'Amicizia o La scuola napoletana.
Le tematiche di questi anni, pur ancora fortemente inclini a esplorare la vocazione "orientale" di Ravenna declinandola anche nel tema del "deserto" (inteso sia come luogo fisico che simbolico), approfondirono diversi aspetti della spiritualità: la dimensione della preghiera e del rito, l'opposizione fra luce e tenebra, la figura di San Paolo, l'Apocalisse. Fecero eccezione l'edizione 2006, con la dedica a Mozart, e quella del 2008, concentrata sulle figure femminili nella musica e nelle arti con il titolo "Erranti, erotiche, eretiche".

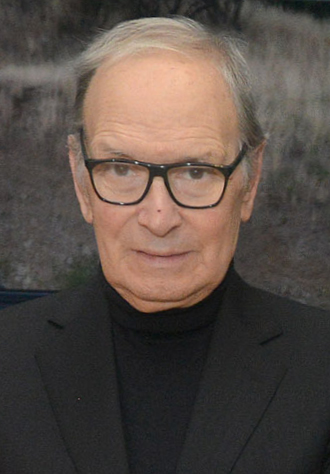
Ennio Morricone

Gli appuntamenti di musica sinfonica videro sul podio, oltre a direttori che avevano già partecipato a precedenti edizioni, anche Jurij Temirkanov, Krzysztof Penderecki, Charles Dutoit, Daniele Gatti, Wayne Marshall, Daniel Barenboim, Kurt Masur. Fra i solisti spiccarono Alfred Brendel, Grigorij Sokolov, Lang Lang e Herbie Hancock. I concerti continuarono ad essere espressione di generi diversi, con la partecipazioni di artisti quali i Jethro Tull, i Massive Attack, The Chieftains, Brian Wilson, Youssou N'dour e, fra gli italiani, Ennio Morricone, Paolo Conte, Laura Pausini. Alla musica contemporanea fu dato spazio con rassegne come l'Omaggio a Giacinto Scelsi (2008), ospiti come Philip Glass per la prima italiana di Orion (2004) e la London Sinfonietta in concerti che inclusero anche video di Bill Viola e di Peter Greenaway (2005), commissioni come quella ad Adriano Guarnieri dell'opera-video Pietra di diaspro su testi dall'Apocalisse di Giovanni e da poesie di Paul Celan, con la regia di Cristina Muti. Di Guarnieri il Festival coprodusse con il Teatro dell'Opera di Roma anche Tenebrae, cantata video-scenica ispirata a Caravaggio e ai Responsoria di Gesualdo da Venosa; con testi di Massimo Cacciari e regia di Cristina Muti, l'opera debuttò a Ravenna nel 2010. L'esecuzione del melologo Lélio, ou le retour à la vie di Berlioz, diretto da Muti, offrì l'occasione invece per coinvolgere Gérard Depardieu come voce recitante.
La danza continuò a essere ampiamente rappresentata: furono per la prima volta a Ravenna in questi anni la Martha Graham Dance Company, l'Hamburg Ballet, la Merce Cunningham Dance Company, il Tokyo Ballet, il Cloud Gate Dance Theater di Taiwan, la Compagnia Virgilio Sieni e, fra gli interpreti, Roberto Bolle. Nel 2007 si aprì una fortunata relazione con il coreografo Matthew Bourne, che a partire dal suo Swan Lake continuò a proporre le proprie creazioni in prima o in esclusiva italiana a Ravenna, a inclusione di Dorian Gray, Cinderella, Sleeping Beauty e The Car Man (2015).
La scena teatrale si divise fra l'accoglienza di grandi produzioni dall'estero, per esempio I La Galigo di Robert Wilson (2004) e Ur Hamlet e Don Giovanni all'inferno dell'Odin Teatret di Eugenio Barba (2006), e l'attenzione per le compagnie del territorio (Teatro delle Albe, Fanny & Alexander...), con progetti come Le botteghe del teatro, tre giorni di programmazione in luoghi anche non teatrali e all'aperto. Il teatro musicale (comparso per la prima volta in programmazione nel 2002 con West Side Story) acquisì un nuovo profilo, con il contributo di Opera North per le prime rappresentazioni in Italia di One Touch of Venus di Kurt Weil e di Julietta di Bohuslav Martinů nel 2005, ma anche con l'introduzione fra i luoghi di spettacolo del PalaCredito di Romagna di Forlì, che a partire dal 2008 avrebbe accolto Cats, Mamma Mia!, Evita, The Rocky Horror Show.
Ai palcoscenici della manifestazione si aggiunse, nel 2006, anche Palazzo San Giacomo a Russi, per secoli residenza di campagna dei conti Rasponi: il Festival prese ad allestire il prato adiacente all'edificio, trasformato in una quinta per appuntamenti di varia natura, spesso dedicati alle danze popolari, dalla pizzica al tango, dalle tradizioni balcaniche a quelle irlandesi.
Nello stesso anno fu introdotta Alle 7 della sera, rassegna rimasta in programmazione fino al 2012. Inaugurati come Mozartiadi per l'edizione dedicata al compositore salisburghese e conosciuti sin dall'anno seguente anche come "concerti delle 7" (benché comprendessero anche momenti di teatro, letture, danza), gli eventi proposti erano accomunati dall'orario di programmazione, dalla gratuità e dall'alternare ai luoghi di spettacolo tradizionali del Festival sedi alternative, fra cui la Loggetta lombardesca, i Giardini Speyer, la Chiesa del Monastero delle Carmelitane, l'anfiteatro della Banca Popolare di Ravenna adiacente al Giardino Rasponi, o delle Erbe Dimenticate. Gli ospiti comprendevano musicisti dell'Orchestra Giovanile Cherubini in formazioni da camera, gruppi del territorio, ma anche artisti coinvolti in produzioni e spettacoli del calendario principale.

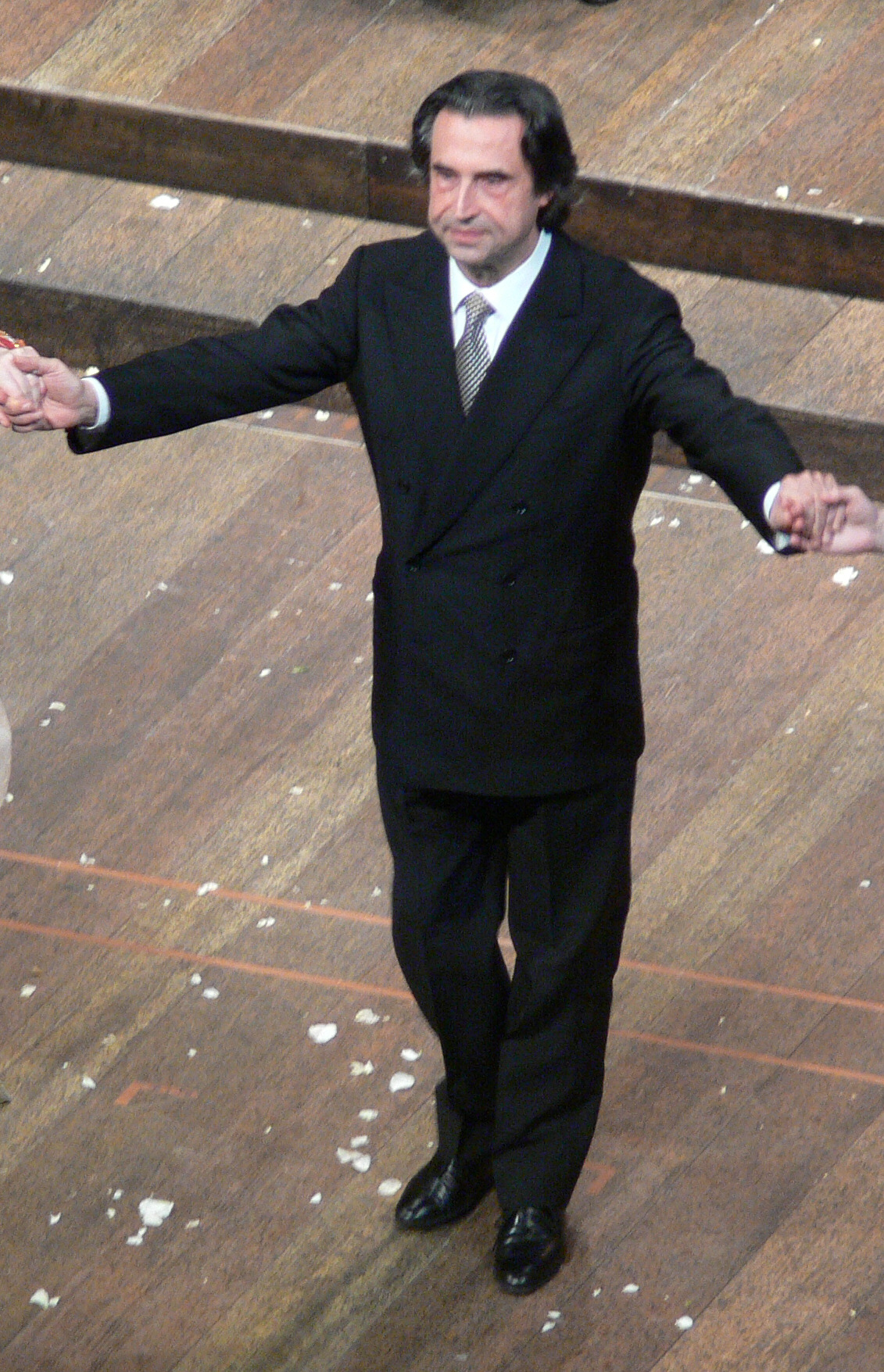
Riccardo Muti

#### 2006-2011 La scuola napoletana
Il vivo interesse dimostrato da Riccardo Muti nel promuovere attivamente la riscoperta dei compositori e delle opere della Scuola napoletana del Settecento, testimoniato anche nel presentare nel 2006 il Don Pasquale di Gaetano Donizetti come punto d'arrivo di una doppia tradizione che discende da Mozart e dai compositori napoletani, si concretizzò in una serie di allestimenti che, fra il 2007 e il 2011, videro Ravenna Festival e l'Orchestra Giovanile Luigi Cherubini collaborare con il Festival di Salisburgo, nell'ambito del Pfingstfestspiele (Festival di Pentecoste). Divenutone direttore artistico, Muti diresse a Salisburgo e Ravenna:
- nel 2007 Il ritorno di Don Calandrino di Domenico Cimarosa
- nel 2008 Il matrimonio inaspettato di Giovanni Paisiello[64]
- nel 2009 Demofoonte di Niccolò Jommelli[65]
- nel 2010 La Betulia liberata di Mozart e l'omonima Betulia liberata di Jommelli[66]
- nel 2011 I due Figaro di Saverio Mercadante[67]

Obiettivo del progetto quinquennale era svelare quanto profondo e persistente fosse il contributo della Scuola napoletana alla musica europea, anche mozartiana, di quei secoli. Oltre alla messa in scena delle opere, cui si accostarono oratori come la Missa defunctorum di Paisiello e l'inedito Oratorio a quattro voci di Alessandro Scarlatti, fu prevista la realizzazione della stampa moderna in edizione critica di ciascun titolo, a cura della casa editrice Ut Orpheus. Alla regia si alternarono negli anni Ruggero Cappuccio, Andrea De Rosa, Cesare Lievi, Marco Gandini ed Emilio Sagi.

### Gli anni 2011-2019
Mentre l'edizione 2012 ripropose l'attenzione per la dimensione spirituale, concentrata in questo caso sul monachesimo e le fraternità, nel 2011 e nel 2013 il Festival fu dedicato a due aspetti della cultura popolare, rispettivamente la fiaba e il ballo, quest'ultimo soprattutto nell'accezione regionale di balera. Nel 2014 il centenario dello scoppio della Grande Guerra divenne il tema portante della 25ª edizione, mentre nel 2017 un altro centenario, quello della Rivoluzione d'ottobre, fu lo spunto per esplorarne la stagione creativa con eventi quali la prima italiana dell'opera futurista Vittoria sul sole di Michail Matjušin, ricostruita dal Teatro Stas Namin di Mosca. Figure chiave del Novecento della lotta contro l'apartheid e del movimento per i diritti civili, Nelson Mandela e Martin Luther King furono invece ricordati nelle edizioni 2016 e 2018.
A partire dal 2015, 750º anniversario della nascita di Dante, la manifestazione dedicò al poeta nuove energie e spazi di programmazione, in un percorso il cui orizzonte era l'apertura delle celebrazioni del settimo centenario della morte a Ravenna. Mentre l'edizione 2015 fu intitolata all'Amor che move il sole e l'altre stelle (Par., XXXIII, v. 145), quella del 2019, la 30° per il Festival, scelse la citazione di un verso dall'incontro con Ulisse (Inf., XVI) per riflettere sul rapporto fra Ravenna e il mare, ma anche sulle radici classiche della cultura europea e italiana.
Per l'edizione 2015 il Festival commissionò una nuova opera ispirata all'ultimo verso del Paradiso ad Adriano Guarnieri, in coproduzione con il Festival dei due Mondi, mentre a Nicola Piovani fu affidata la composizione di un'opera ispirata alla Vita nuova. Nel 2017 si è aperta la prima fase di un progetto triennale di teatro partecipato affidato a Marco Martinelli ed Ermanna Montanari di Ravenna Teatro / Teatro delle Albe. La Chiamata pubblica per la Divina Commedia ha portato in scena Inferno (2017) e Purgatorio (2019) e si concluderà nel 2021 con Paradiso. Per ogni cantica sono stati coinvolti, attraverso la formula della chiamata pubblica e incontri-laboratori, centinaia di cittadini di Ravenna e del territorio, impegnati a vario titolo nella produzione, anche come attori e figuranti.
Il legame fra arti dello spettacolo e l'opera e la figura di Dante è al centro di Giovani artisti per Dante, rassegna nata nel 2016 per accogliere progetti di giovani autori under 35 nell'ambito della musica, del teatro, della danza, per brevi eventi di circa mezz'ora, in programma alle 11 del mattino negli Antichi Chiostri Francescani accanto alla Tomba del poeta. Sempre nel 2016, furono introdotti anche i Vespri a San Vitale, brevi concerti di musica sacra proposti nella Basilica di San Vitale alle sette di sera. Entrambe le rassegne hanno accolto anche proposte selezionate attraverso bandi internazionali e hanno garantito l'ingresso al pubblico al costo simbolico di un Euro. I Vespri si sono inseriti nel costante impegno della manifestazione per la programmazione di musica sacra nelle chiese della città, che negli anni ha contato anche su formazioni vocali della scena internazionale quali The Tallis Scholars, The Sixteen, Graindelavoix, Cantores Minores della Cattedrale di Helsinki, l'Estonian Philharmonic Chamber Choir.

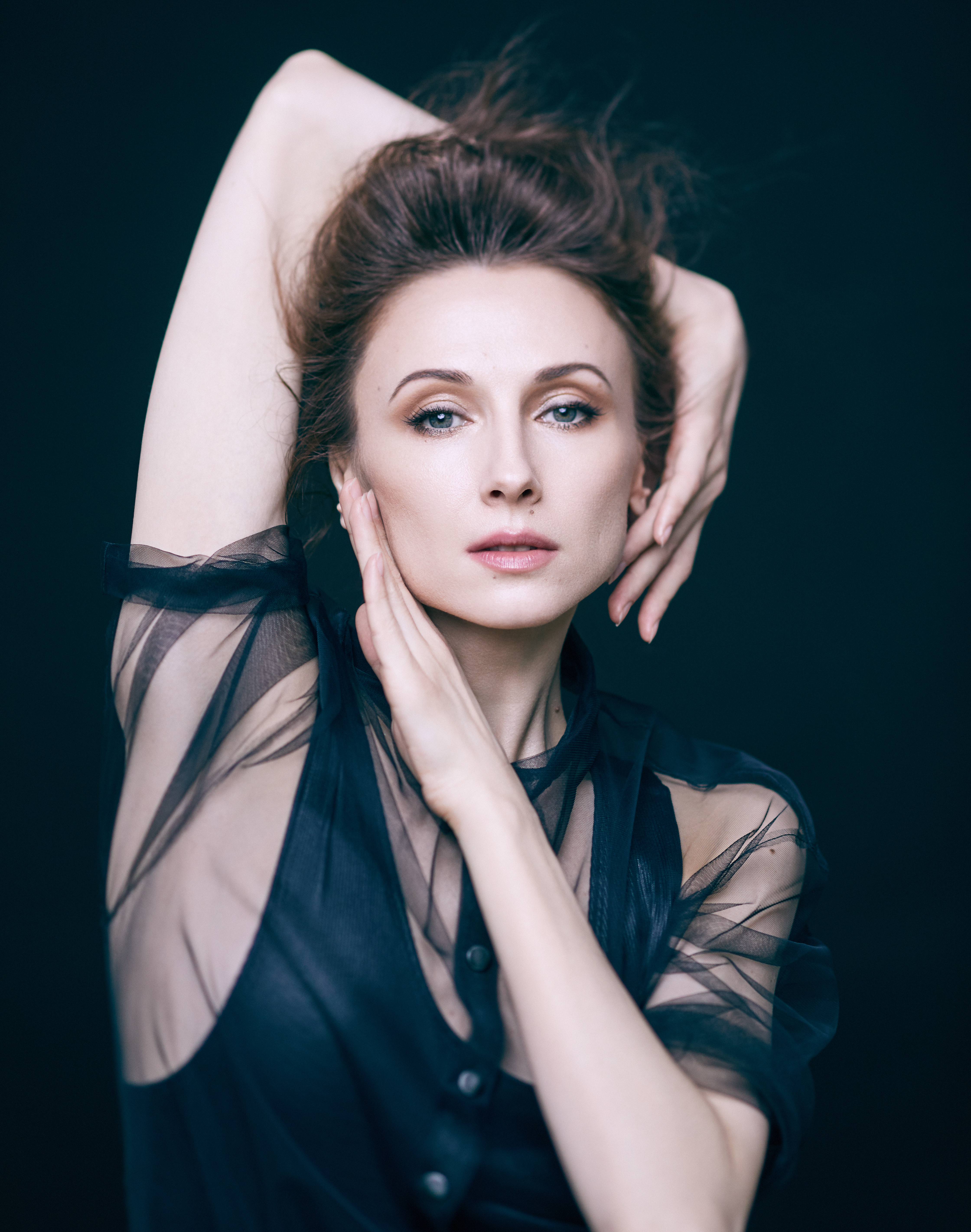
Svetlana Zakharova, più volte ospite della manifestazione

Nel 2010 fu incluso in programma il primo concerto trekking, formula che abbina momenti di spettacolo dal vivo a itinerari escursionistici attraverso il paesaggio naturale e umano del territorio e delle zone limitrofe. Con particolare attenzione alla riscoperta degli spazi, ma anche delle attività, dell'enogastronomia e delle tradizioni, i concerti trekking sono organizzati in collaborazione con Trail Romagna, associazione sportiva dilettantistica. Negli anni furono proposti cammini sulle tracce di Anita e Garibaldi, di Dino Campana e persino del Mazapégul, il folletto del folklore romagnolo.
Diressero per la prima volta al Festival in questo decennio Iván Fischer con la sua Budapest Festival Orchestra, Semyon Bychkov, Emmanuel Krivine, Daniel Harding con la Mahler Chamber Orchestra, James Conlon, Leonard Slatkin, Esa Pekka Salonen; fra i solisti in scena Yo-Yo Ma, Mitsuko Uchida, Anne-Sophie Mutter, Leōnidas Kavakos, Mario Brunello, Denis Matsuev, Emanuele Arciuli, le sorelle Katia e Marielle Labèque in concerto con il Giardino Armonico. Rilevante anche la partecipazione, nel 2018, del compositore ucraino Valentin Syl'vestrov cui fu dedicata una sezione del programma.
Tra il 2016 e il 2019 tre rassegne esplorarono le potenzialità rispettivamente del violoncello (con i 100 Cellos di Giovanni Sollima ed Enrico Melozzi), della chitarra elettrica (in collaborazione con Rockin'1000) e delle percussioni. Nel 2017 fu invece ospitata un'edizione speciale del Darbar Festival di Londra, mentre il progetto Black Is Beautiful e l'omaggio a Mandela del 2016 fornirono lo spunto per ospitare artisti africani come Seun Kuti, Tony Allen, Hugh Masekela, Louis Moholo. La scena alternativa, rock, sperimentale, pop fu rappresentata da decani quali David Byrne, Joan Baez, Nick Mason, Stewart Copeland, Steve Vai, Burt Bacharach; ma anche da Ólafur Arnalds, Jonny Greenwood, Ben Harper, Tame Impala, Anna Calvi; dagli italiani Francesco De Gregori, Vinicio Capossela, Giovanni Lindo Ferretti, Baustelle e dall'attore Neri Marcorè nelle insoliti vesti di cantante. A progetti musicali collaborarono attori quali Elio Germano e John Malkovich.
La danza continuò a rappresentare una parte rilevante della programmazione, con coreografi della nuova generazione come Dada Masilo, Wayne McGregor, Sidi Larbi Cherkaoui, Olivier Dubois, Shen Wei, Ivan Putrov e firme ormai storiche come Trisha Brown, Twyla Tharp, Alonzo King, Shobana Jeyasingh, Mark Morris. Furono ospitate per la prima volta a Ravenna Batsheva Dance Company, Momix, Dance Theatre of Harlem, Ballet Nacional de Cuba. Fra le étoiles, invece, Svetlana Zakharova.
Nell'autunno 2019 Cristina Muti decise di ritirarsi dalle attività di direzione artistica e assunse la carica di Presidente Onorario.

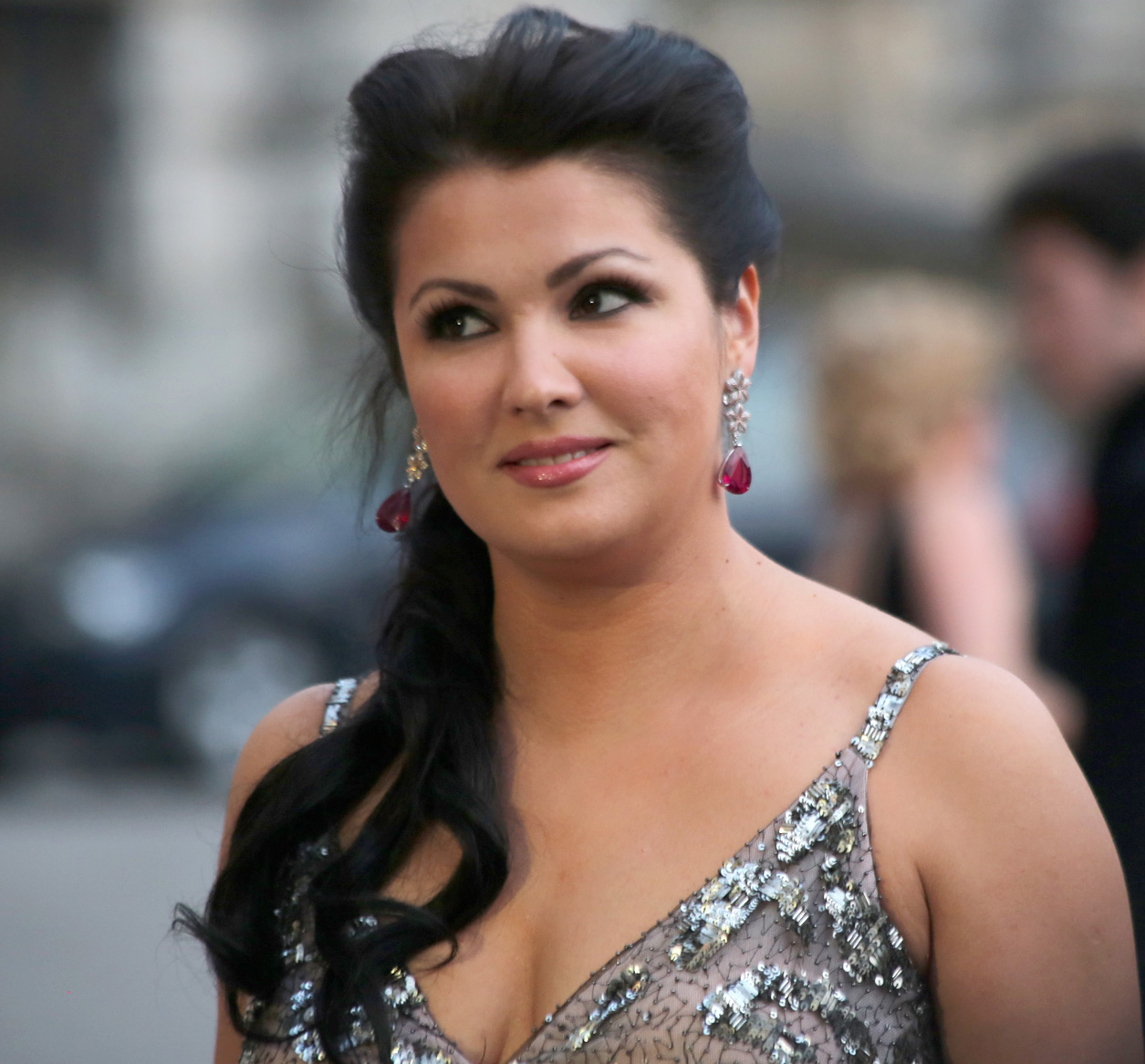
Anna Netrebko, ospite della Trilogia d'Autunno dedicata a La bohème nel 2015

#### 2012: nasce la Trilogia d'Autunno
Nel 2012 fu introdotta la Trilogia d'Autunno, segmento di programmazione ideato da Cristina Muti, collocato nei mesi autunnali (generalmente fra ottobre e novembre) e caratterizzato dall'alternarsi al Teatro Alighieri di tre differenti eventi in sere consecutive. Nelle produzioni che videro Cristina Muti alla regia di titoli d'opera, la Trilogia divenne l'occasione per sperimentare tecnologie della scenografia, della fonica e dell'illuminotecnica, ma anche per coinvolgere la nuova generazione di cantanti e musicisti.
In questo senso la Trilogia coltiva quanto già sperimentato in altri progetti e produzioni curati dal Festival, il cui palcoscenico è stato un'esperienza formativa importante per la carriera di alcuni artisti: fra questi, Vittorio Grigolo (Tebaldo ne I Capuleti e i Montecchi, 2001), Nicola Alaimo (Conte di Luna ne Il trovatore, 2003), Mario Cassi (Dottor Malatesta nel Don Pasquale diretto da Muti, 2006), Eleonora Buratto (Creusa nel Demofoonte diretta da Muti, 2009), Rosa Feola (Inez ne I due Figaro diretta da Muti, 2011). Nell'ambito della Trilogia, nel 2019 Carmen fu l'occasione per il debutto alla regia di un'opera dell'attore, regista e baritono Luca Micheletti; per la direzione delle opere furono coinvolti anche giovani direttori come Hossein Pishkar e Vladimir Ovodok, già allievi dell'Italian Opera Academy di Riccardo Muti.
Nel corso degli anni furono portati in scena soprattutto titoli verdiani, anche in occasione del bicentenario della nascita del compositore nel 2013, mentre nel 2015 la Trilogia fu dedicata a La bohème di Puccini, con la partecipazione di Riccardo Muti e Anna Netrebko, e nel 2017 al Verismo. Fecero eccezione le edizioni 2014, quando fu ospitato in esclusiva nazionale il Balletto Mariinskij con tre titoli, e 2016 con le produzioni di operetta provenienti dai teatri di Budapest.

### Gli anni della pandemia (2020-2021)
Il 22 maggio 2020, mentre in Italia si allentavano progressivamente le restrizioni per contenere la prima ondata della pandemia di COVID-19, Ravenna Festival annunciò una nuova edizione. Manifestazioni ed eventi in tutta Italia erano stati sospesi fin dall'inizio del lockdown nazionale con il DPCM 9 marzo 2020, ma la Direzione del Festival aveva già reso pubblica l'intenzione di presentare al Ministro Dario Franceschini - in collaborazione con le associazioni Anfols, Atit e ItaliaFestival - nuovi protocolli di sicurezza che potessero permettere la ripresa delle attività di spettacolo. L'annuncio di maggio ebbe un impatto globale, in quanto il concerto inaugurale del 21 giugno con Riccardo Muti, l'Orchestra Giovanile Luigi Cherubini e il soprano Rosa Feola fu identificato con il ritorno alla musica dal vivo e all'attività dei festival in Italia. Seguirono altri due annunci da parte del Festival: quello del 5 giugno, di poco precedente il DPCM che dal 15 giugno avrebbe riaperto anche teatri e luoghi di spettacolo, conteneva il programma completo dell'edizione rivisitata, mentre il 19 giugno fu confermato che per la prima volta nella storia del Festival tutti gli eventi sarebbero stati anche trasmessi in diretta streaming gratuita su un nuovo sito creato ad hoc. L'entrata in vigore del DPCM 24 ottobre 2020, che conteneva la nuova sospensione di eventi aperti al pubblico di fronte alla seconda ondata della pandemia, determinò l'annullamento della Trilogia d'Autunno. Il 22 e 29 novembre furono trasmessi in streaming due concerti di Riccardo Muti con l'Orchestra Giovanile Luigi Cherubini, filmati nel Teatro Alighieri.
La stessa formula - accoglienza del pubblico nel rispetto della normativa vigente e trasmissione streaming - si è rinnovata anche nel 2021, quando l'edizione è stata dedicata a Dante Alighieri in occasione del settimo centenario della morte del Poeta.
Se entrambe le edizioni negli anni di pandemia sono state accomunate da una preferenza per i luoghi di spettacolo all'aperto (principalmente la Rocca Brancaleone, ma anche lo Stadio dei Pini di Cervia, che ha ospitato la nuova rassegna Il Trebbo in musica, e il Pavaglione di Lugo), l'edizione 2021 si è distinta per l'alto numero di spettacoli e per le nuove produzioni e commissioni in tributo a Dante (tra cui tre nuove composizioni commissionate a Giovanni Sollima, Tigran Mansurian e Valentin Silvestrov). In questi anni sono stati ospiti per la prima volta: Beatrice Rana, Filippo Gorini, Daniil Trifonov, Sergio Castellitto, Isabella Ferrari, Brunori Sas, Arto Lindsay, Tosca, Elio. Tra settembre e ottobre 2021 la Trilogia fu dedicata a Dante con tre appuntamenti in prima: Dante Metànoia,  coreografia tripartita di e con Sergei Polunin, la produzione Faust rapsodia di Luca Micheletti su musiche di Schumann e testi di Goethe, Paradiso XXXIII di e con Elio Germano e Teho Teardo.

## Edizioni
| anno     | ed. | date                        | titolo |
| -------- | --- | --------------------------- | --- |
| 1990     | 1°  | 1-31 luglio                 | Salieri e la Scuola di Vienna                                                                                  |
| 1991     | 2°  | 28 giugno - 24 luglio       | Cherubini e la Scuola francese                                                                                 |
| 1992     | 3°  | 20 maggio                   | Concerto straordinario per i 500 anni dalla scoperta dell'America / Philadelphia Orchestra                     |
| 1992     | 3°  | 22 giugno - 21 luglio       | Intorno a Rossini                                                                                              |
| 1993     | 4°  | 26 giugno - 24 luglio       | Bellini e Wagner                                                                                               |
| 1994     | 5°  | 16 giugno - 23 luglio       | Bellini e Wagner (anno secondo)                                                                                |
| 1995     | 6°  | 18 giugno - 24 luglio       | Ravenna mediterranea tra Oriente e Occidente                                                                   |
| 1996     | 7°  | 10 giugno - 22 luglio       | Ravenna mediterranea tra Oriente e Occidente (anno II)                                                         |
| 1997     | 8°  | 19 giugno - 26 luglio       | La via dei Romei. I pellegrinaggi della fede                                                                   |
| 1998     | 9°  | 15 giugno - 26 luglio       | I pellegrinaggi della fede, anno II. Donna mater, voci erranti nel mondo                                       |
| 1999     | 10° | 20 giugno - 21 luglio       | I pellegrinaggi della fede, anno III. Verso Gerusalemme                                                        |
| 2000     | 11° | 18 giugno - 24 luglio       | Cantastorie, gitani e trovatori                                                                                |
| 2001     | 12° | 22 giugno - 24 luglio       | Dalla via dell'ambra alla via della seta...in compagnia del grande Bardo                                       |
| 2002     | 13° | 19 aprile                   | Anteprima: Bob Dylan                                                                                           |
| 2002     | 13° | 13 giugno - 22 luglio       | New York: 11 settembre                                                                                         |
| 2003     | 14° | 19 giugno - 21 luglio       | Ravenna visionaria "pellegrina e straniera"                                                                    |
| 2004     | 15° | 10 giugno - 25 luglio       | Illuminazioni sulla via di Damasco                                                                             |
| 2004     | 15° | 11 novembre                 | Le vie dell'Amicizia: Damasco-Ravenna                                                                          |
| 2005     | 16° | 18 giugno - 24 luglio       | Il deserto cresce...viaggio tra simbolismo e utopia                                                            |
| 2006     | 17° | 17 giugno - 22 luglio       | Mozart? Mozart!                                                                                                |
| 2006     | 17° | 14-18 dicembre              | La scuola napoletana: "Don Pasquale"                                                                           |
| 2007     | 18° | 1 giugno                    | Anteprima: Arrevuoto / Ubu sotto tiro                                                                          |
| 2007     | 18° | 19 giugno -22 luglio        | La pietra di diaspro "quando il cielo si squarcerà"                                                            |
| 2007     | 18° | 15, 16 dicembre             | La scuola napoletana: "Il ritorno di Don Calandrino"                                                           |
| 2008     | 19° | 13 giugno - 19 luglio       | Erranti, erotiche, eretiche                                                                                    |
| 2008     | 19° | 19, 21 dicembre             | La scuola napoletana: "Il matrimonio inaspettato"                                                              |
| 2009     | 20° | 14 giugno - 18 luglio       | …lâ ilahâ illâ… Quando ti sento arrivare il mio cuore danza, le mie braccia si aprono                          |
| 2009     | 20° | 3, 5, 7 luglio              | La scuola napoletana: "Demofoonte"                                                                             |
| 2010     | 21° | 7 giugno - 13 luglio        | Ex tenebris ad lucem                                                                                           |
| 2010     | 21° | 2, 4, 5, 6 luglio           | La scuola napoletana: "Betulia liberata"                                                                       |
| 2011     | 22° | 5 giugno - 9 luglio         | Fabula in Festival                                                                                             |
| 2012     | 23° | 27 aprile                   | Anteprima: Chicago Symphony Orchestra                                                                          |
| 2012     | 23° | 16 maggio                   | Anteprima: Orchestra Giovanile Luigi Cherubini                                                                 |
| 2012     | 23° | 9 giugno - 15 luglio        | Nobilissima visione                                                                                            |
| 2012     | 23° | 9-18 novembre               | Trilogia d'Autunno: Aspettando Verdi. Rigoletto, Il trovatore, La traviata                                     |
| 2013     | 24° | 5-10 febbraio               | Anteprima: Momix "Alchemy"                                                                                     |
| 2013     | 24° | 23 maggio - 20 luglio       | Alchimie popolari “Una balera ai giardini”                                                                     |
| 2013     | 24° | 8-17 novembre               | Trilogia d'Autunno: Verdi & Shakespeare. Macbeth, Otello, Falstaff                                             |
| 2014     | 25° | 5 giugno - 11 luglio        | 1914: l’anno che ha cambiato il mondo                                                                          |
| 2014     | 25° | 2-8 ottobre                 | Trilogia d'Autunno: Il Teatro Mariinskij a Ravenna. Il lago dei cigni, Trittico '900, Giselle                  |
| 2015     | 26° | 25 maggio - 26 luglio       | L’Amor che move il sole e l’altre stelle                                                                       |
| 2015     | 26° | 9-14 dicembre               | Trilogia d'Autunno: Dedicato a Puccini. Un progetto per Bohème                                                 |
| 2016     | 27° | 13 maggio - 23 luglio       | Ho camminato sulla lunga strada per la libertà                                                                 |
| 2016     | 27° | 14-21 ottobre               | Trilogia d'Autunno: Lungo il Danubio. La contessa Maritza, Il pipistrello, La vedova allegra                   |
| 2017     | 28° | 25 maggio - 22 luglio       | Il rumore del tempo                                                                                            |
| 2017     | 28° | 17-26 novembre              | Trilogia d'Autunno: Sull'orlo del Novecento. Cavalleria rusticana, Pagliacci, Tosca                            |
| 2018     | 29° | 1 giugno - 23 luglio        | We Have a Dream                                                                                                |
| 2018     | 29° | 23 novembre - 2 dicembre    | Trilogia d'Autunno: Nabucco, Otello, Rigoletto                                                                 |
| 2019     | 30° | 5 giugno - 16 luglio        | Per l'alto mare aperto                                                                                         |
| 2019     | 30° | 1-10 novembre               | Trilogia d'Autunno: Dal belcanto agli albori del verismo. Norma, Aida, Carmen                                  |
| 2020     | 31° | 3 giugno - 17 luglio        | Dolce color d'oriental zaffiro (annullata causa pandemia di COVID-19)                                          |
| 2020     | 31° | 6-15 novembre               | Trilogia d'Autunno: Progetto Dante. Sergej Polunin, Don Giovanni, Faust (annullata causa pandemia di COVID-19) |
| 2020 bis | 31° | 21 giugno - 30 luglio       | Nuova edizione re-immaginata nel contesto della pandemia di COVID-19                                           |
| 2020 bis | 31° | 6-14 novembre               | Trilogia d'Autunno: la Danza, la Musica, la Parola. Dedicata a Dante (annullata causa pandemia di COVID-19)    |
| 2021     | 32° | 9 maggio                    | Anteprima: Wiener Philharmoniker                                                                               |
| 2021     | 32° | 2 giugno - 31 luglio        | Dedicato a Dante                                                                                               |
| 2021     | 32° | 1-5 sett., 1-3 e 11-13 ott. | Trilogia d'Autunno: la Danza, la Musica, la Parola                                                             |
| 2022     | 33° | 25 maggio                   | Anteprima: Ludovico Einaudi                                                                                    |
| 2022     | 33° | 1 giugno - 21 luglio        | Tra la carne e il cielo. Nei 100 anni dalla nascita di Pier Paolo Pasolini                                     |
| 2022     | 33° | 31 ottobre - 6 novembre     | Trilogia d'Autunno: Mozart - Da Ponte                                                                          |
| 2023     | 34° | 28 maggio - 6 giugno        | Anteprime |
| 2023     | 34° | 7 giugno - 23 luglio        | Le città invisibili                                                                                            |
| 2023     | 34° | 16-22 dicembre              | Trilogia d'Autunno: una trilogia secondo Riccardo Muti                                                         |
| 2024     | 35° | 10 maggio - 9 luglio        | E fu sera e fu mattina                                                                                         |
| 2024     | 35° | 15-19 novembre              | Trilogia d'Autunno: Eroi erranti in cerca di pace                                                              |
| 2025     | 36° | 10 maggio - 2 giugno        | Romagna in fiore                                                                                               |
| 2025     | 36° | 31 maggio - 13 luglio       | Donde hay música no puede haber cosa mala                                                                      |
| 2025     | 36° | 12- 16 novembre             | Trilogia d'Autunno: L’invisibil fa vedere Amore                                                                |

## Luoghi di spettacolo
A Ravenna:
- Teatro Dante Alighieri (dal 1990) e Sala Corelli (o Ridotto) del Teatro (dal 1990)
- Rocca Brancaleone (dal 1990)
- Antichi Chiostri Francescani, accanto alla Tomba di Dante (dal 1990)
- Basilica di San Vitale (dal 1990)
- Basilica di Sant'Apollinare in Classe (dal 1990)
- Basilica di Sant'Apollinare Nuovo (dal 1990)
- Basilica di San Francesco (dal 1990)
- Duomo di Ravenna (dal 1990)
- Piazza San Francesco (dal 1991)
- Biblioteca Classense: Sala Dantesca (dal 1991) e Chiostro (dal 2004)
- Basilica di Sant'Agata Maggiore (dal 1991)
- Chiesa di San Giovanni Evangelista (dal 1991)
- Refettorio del complesso di San Vitale, parte del Museo Nazionale (dal 1991)
- Palazzo Mauro De André (dal 1992)
- Loggetta Lombardesca, oggi Museo d'Arte della Città di Ravenna (dal 1992)
- Teatro Luigi Rasi (dal 1994)
- Piazza del Popolo (dal 1995)
- Basilica di Santa Maria in Porto (dal 1997)
- Artificerie Almagià (dal 1998)
- Chiesa di Santa Maria Maggiore (dal 2010)
- Palasport Angelo Costa (dal 2010)
- Giardini pubblici (dal 2013)
- Palazzo dei Congressi (dal 2014)
- Parco del Mausoleo di Teodorico (dal 2016)
- Darsena Pop Up (dal 2019)

Nella provincia di Ravenna:
- Teatro Rossini di Lugo (dal 1992)
- Teatro Masini di Faenza (dal 1994)
- Pavaglione di Lugo (dal 1994)
- Marina di Ravenna (dal 1995)
- Cervia (dal 2000)
- Teatro Socjale di Piangipane (dal 2002)
- Palazzo San Giacomo, Russi (dal 2006)
- Antico Porto di Classe (dal 2016)
- CLASSIS Ravenna - Museo della Città e del Territorio (dal 2019)

In altre province:
- PalaCredito di Romagna, Forlì (dal 2008)
- Comacchio, provincia di Ferrara (dal 2015)
- Chiesa di San Giacomo, Forlì (dal 2016)
- Teatro Diego Fabbri, Forlì (dal 2016)
- Porto Garibaldi, provincia di Ferrara (dal 2018)